# Shaolin Soccer
Shaolin Soccer (en xinès 少林足球, cantonès Siu lam juk kau, pinyin Shàolín Zúqiú) és una comèdia de Hong Kong del 2001, co-escrita, dirigida i protagonitzada per Stephen Chow, a qui va proporcionar-li la seva fama internacional. Al moment de la seva estrena a Hong Kong, va convertir-s'hi en la pel·lícula de més èxit de tots els temps. La pel·lícula va innovar en introduir, gràcies als nombrosos efectes especials digitals, un "estil manga" aplicat a personatges reals.

## Argument
Explica com Fung, un antic futbolista professional marginalitzat des de fa anys a causa d'interessos mafiosos, es troba amb Sing, un jove monjo shaolin; veient que l'art del kung-fu shaolin pot ser una arma fatal aplicada al futbol, Fung proposa a Sing de crear un equip professional. Sing, que erra per la ciutat des de la mort del seu mestre, hi veu l'oportunitat de fer conèixer el kung-fu a les masses i accepta de reunir els seus germans, cadascun dels quals gaudeix de superpoders en les arts marcials.

## Al voltant de la pel·lícula
El 2004, Miramax va ocupar-se de la seva distribució internacional, presentant-ne una versió reduïda a només 87 minuts (la versió original xinesa en feia 113). En aquesta versió (l'única disponible als països occidentals), la trama és lleugerament modificada, les escenes considerades massa violentes han estat tallades o alterades i la música és lleugerament diferent. La versió en DVD sense talls només va publicar-se a Àsia i inclou subtítols en anglès.

## Premis
Shaolin Soccer va rebre 14 nominacions als Hong Kong Film Awards del 2002 i va obtenir set premis, entre els quals els de la millor pel·lícula, millor director, millor actor i millors efectes visuals.